# Cezar Cioată
Cezar Cioată (n. 12 octombrie 1976

) este un fost deputat român, ales în 2012 din partea grupului parlamentar PPDD. 
În timpului mandatului, a făcut parte din următoarele grupuri parlamentare: grupul parlamentar Democrat și Popular (între 19 decembrie 2012 și 4 februarie 2013), grupul parlamentar Liberal Conservator (PC-PLR) (între 4 februarie 2013 și 11 februarie 2013), grupul parlamentar Democrat și Popular (între 11 februarie 2013 și 7 mai 2013), deputați neafiliați (între 7 mai 2013 și 14 mai 2013) și grupul parlamentar Liberal Conservator (PC-PLR) (din 14 mai 2013).